# Eduardo de Saxe-Altemburgo
Eduardo Carlos Guilherme Cristiano de Saxe-Altemburgo (em alemão: Eduard Karl Wilhelm Christian von Sachsen-Altenburg, (3 de julho de 1804 - 16 de maio de 1852) foi um príncipe alemão da casa ducal de Saxe-Hildburghausen (Saxe-Altemburgo a partir de 1826).

## Casamento e descendência
Eduardo casou-se primeiro com a princesa Amélia de Hohenzollern-Sigmaringen, em Sigmaringen, no dia 25 de julho de 1835. Deste casamento teve quatro filhos:
1. Teresa Amélia Carolina Josefina Antónia (21 de dezembro de 1836 - 9 de novembro de 1914), casada com o príncipe Augusto da Suécia; sem descendência.
2. Antónia Carlota Maria Josefina Carolina Frida (17 de abril de 1838 - 13 de outubro de 1908), casada com o duque Frederico I de Anhalt; com descendência.
3. Luís José Carlos Jorge Frederico (24 de setembro de 1839 - 13 de fevereiro de 1844); sem descendência.
4. João Frederico José Carlos (8 de janeiro de 1841 - 25 de fevereiro de 1844); sem descendência.

Amélia morreu em 1841. Um ano depois, no dia 8 de março de 1842, Eduardo casou-se com Luísa Carolina Reuss de Greiz. Tiveram dois filhos:
1. Alberto Henrique José Carlos Vítor Jorge Frederico (14 de abril de 1843 - 22 de maio de 1902), casado primeiro com a princesa Maria da Prússia; com descendência; casou-se em segundo lugar com a princesa Helena de Mecklemburgo-Strelitz; sem descendência.
2. Maria Gaspar Amélia Antónia Carolina Isabel Luísa (28 de junho de 1845 - 5 de julho de 1930) casada com o príncipe Carlos Gonthier de Schwarzburg-Sondershausen; sem descendência.

## Genealogia
| Eduardo de Saxe-Altemburgo | Pai: Frederico, Duque de Saxe-Altemburgo      | Avô paterno: Ernesto Frederico III, Duque de Saxe-Hildburghausen | Bisavô paterno: Ernesto Frederico II, Duque de Saxe-Hildburghausen |
| Eduardo de Saxe-Altemburgo | Pai: Frederico, Duque de Saxe-Altemburgo      | Avô paterno: Ernesto Frederico III, Duque de Saxe-Hildburghausen | Bisavó paterna: Carolina de Erbach-Fürstenau                       |
| Eduardo de Saxe-Altemburgo | Pai: Frederico, Duque de Saxe-Altemburgo      | Avó paterna: Ernestina Augusta de Saxe-Weimar                    | Bisavô paterno: Ernesto Augusto I, Duque de Saxe-Weimar-Eisenach   |
| Eduardo de Saxe-Altemburgo | Pai: Frederico, Duque de Saxe-Altemburgo      | Avó paterna: Ernestina Augusta de Saxe-Weimar                    | Bisavó paterna: Sofia Carlota de Brandemburgo-Bayreuth             |
| Eduardo de Saxe-Altemburgo | Mãe: Carlota Jorgina de Mecklemburgo-Strelitz | Avô materno: Carlos II, Grão-Duque de Mecklemburgo-Strelitz      | Bisavô materno: Carlos Luís Frederico de Mecklemburgo-Strelitz     |
| Eduardo de Saxe-Altemburgo | Mãe: Carlota Jorgina de Mecklemburgo-Strelitz | Avô materno: Carlos II, Grão-Duque de Mecklemburgo-Strelitz      | Bisavó materna: Isabel Albertina de Saxe-Hildburghausen            |
| Eduardo de Saxe-Altemburgo | Mãe: Carlota Jorgina de Mecklemburgo-Strelitz | Avó materna: Frederica de Hesse-Darmstadt                        | Bisavô materno: Jorge Guilherme de Hesse-Darmstadt                 |
| Eduardo de Saxe-Altemburgo | Mãe: Carlota Jorgina de Mecklemburgo-Strelitz | Avó materna: Frederica de Hesse-Darmstadt                        | Bisavó materna: Maria Luísa de Leiningen-Falkenburg-Dagsburg       |